# Goodbye, DonGlees!
Goodbye, DonGlees! (グッバイ、ドン・グリーズ！?, Gubbai, Don Gurīzu!) è un film d'animazione giapponese del 2022 scritto e diretto da Atsuko Ishizuka.

## Trama
Roma Kamogawa e Hokuto Mitarai, soprannominato Toto, sono amici di lunga data che non si sono mai trovati a loro agio con i compagni di scuola e hanno fondato un piccolo club chiamato "DonGlees". Nell'estate del loro primo anno di scuola superiore si unisce ai DonGlees Shizuku Sakuma, soprannominato Drop, e per un incidente avvenuto durante la notte di un festival di fuochi d'artificio i tre vengono ingiustamente ritenuti responsabili. Roma, Toto e Drop si mettono alla ricerca nella foresta del loro drone disperso, con cui potranno dimostrare la loro innocenza. Tale viaggio rafforza la loro amicizia in quella che sarà, a loro insaputa, l'ultima avventura adolescenziale di Drop.

## Produzione
La produzione del film è stata annunciata il 2 luglio 2021 dalla casa produttrice Madhouse. La regista Atsuko Ishizuka – per la prima volta alla direzione di un film anime con sceneggiatura originale – ha scelto di ambientarlo in Islanda per la sua posizione geografica all'estremo opposto dell'Antartide, che funse da meta per le protagoniste della sua opera precedente A Place Further Than the Universe.
La direzione artistica è di Ayano Okamoto, il character design è ad opera di Takahiro Yoshimatsu mentre le ambientazioni sono curate da Eiko Tsunadō e Akihiro Hirasawa. La colonna sonora, composta da Yoshiaki Fujisawa, è accompagnata dagli effetti sonori di Tsutomu Ueno. I tre protagonisti Roma, Toto e Drop sono doppiati rispettivamente da Natsuki Hanae, Yūki Kaji e Ayumu Murase. Il tema portante Rock the World è stato composto dagli Alexandros.

## Distribuzione
Il film viene distribuito in Giappone da Kadokawa Pictures. Il primo teaser è stato distribuito il 9 settembre 2021, mentre il primo trailer, commentato dalle protagoniste di A Place Further Than the Universe, è stato rilasciato il 19 ottobre 2021.
Il film è stato proiettato in Giappone dal 18 febbraio 2022 ed è stato presentato al Festival internazionale del film d'animazione di Annecy dello stesso anno.
È stato proiettato in anteprima in Gran Bretagna il 16 agosto 2022 all'Edinburgh International Film Festival, ed è stato distribuito nelle sale americane dal 14 settembre 2022
In Italia il film è stato distribuito in home-video da Plaion sotto l'etichetta Anime Factory il 20 aprile 2023.

## Accoglienza
Kim Morrisy di Anime News Network ha recensito il film apprezzando i personaggi e la loro amicizia, ma è rimasto deluso dalle ottime premesse iniziali non concretizzatesi, come ad esempio l'ambientazione che si sposta verso l'Islanda solo nei minuti finali. Il sito Rotten Tomatoes raccoglie 18 recensioni critiche, tutte positive, con un punteggio medio di 7,5.